# Ana Mafalda
Ana Mafalda (20 de Dezembro de 1976) é uma actriz portuguesa.

## Televisão
- "Patrícia' - (Stylist) em Cacau_(telenovela), Plural, TVI 2023/2024
- "Crítica" - (Concurso de Peixe da Aldeia Nova/ Aldeia Velha) em Por Ti, SP, SIC 2022
- "Regina" (Secretária) em Quero É Viver, Plural, TVI 2021/2022
- Funcionária do Laboratório (Sandra) em Amar Demais, Plural, TVI 2020
- Médica (Aisha) em Valor da Vida, Plural, TVI 2018/2019
- Carmo em 3 Mulheres, David e Golias, RTP 2018
- Joana (Secretária) em Ouro Verde, Plural, TVI 2016/2017
- Ana Araújo (Advogada) em Filha da Lei, Stopline Films, RTP 2016
- Marisa (Enfermeira) em Jardins Proibidos (2014), Plural, TVI 2014/2015
- Rute em I Love It, Plural, TVI 2013
- Jornalista em Destinos Cruzados (telenovela), Plural, TVI 2013
- Participação especial em Rosa Fogo, SP Televisão, SIC 2011
- Gisela em Anjo Meu, Plural, TVI 2011
- Irmã Maria em Olhos nos Olhos, Plural, TVI 2009
- Fotógrafa em Fascínios, Plural, TVI 2008
- Conservadora em Tempo de Viver, NBP, TVI 2006
- Matilde em Inspector Max, Episódio "Segredo entre amigos" - Produções Fictícias, TVI 2005
- Leonor em Baía das Mulheres, NBP, TVI, 2004
- Amália em Morangos Com Açúcar, NBP, TVI 2004
- Ana em Coração Malandro, NBP, TVI 2003
- Mafalda em Bons Vizinhos, NBP, TVI 2002
- Mãe em O Último Beijo, NBP, TVI 2002
- Beta em Anjo Selvagem, NBP, TVI 2001
- Participação especial, em Uma Aventura - Episódio "Uma Aventura no Verão" - Screen Tv, SIC 2001
- Participação especial, em Capitão Roby, NBP, SIC 1999
- Participação especial, em Mãos à Obra, RTP 1999
- Participação especial, em A Lenda da Garça, RTP 1999
- Figuração, Rapariga na Plateia em Todo o Tempo do Mundo, TVI 1999
- Protagonista de vários "Video Livros" no Magazine Acontece, Realização de Luís Filipe Sarmento, RTP 1998/99
- Participação especial, em Médico de Família (série), SIC 1998
- Figuração especial, Rapariga no Circo em A Grande Aposta, RTP 1997

## Cinema
- Aqui, em Aveiro, Terapeuta, curta-metragem, realização de Joaquim Pavão, 2024
- A Dança das Ruínas, Júlia, curta-metragem, realização de Anna Carvalho, conto de Nuno Amaral Jorge, Fragmentos de um Corpo, 2024
- Variato in Urbana Fabula, curta-metragem, realização de Isabel Pina, conto de António Bizarro, Fragmentos de um Corpo, 2024
- Aquela Máquina, Silva, curta-metragem, realização de Chico Perez Smith, conto de Sandra Martins, Fragmentos de um Corpo, 2024
- CineBraga Film Festival, Prémio Augusta/Augusta Award, Prémio Carreira, 2023
- Entre paredes, Bailarina, curta-metragem, realização de Isabel Pina, 2021
- "Canção de Embalar", D. Piedade (Madrasta), curta-metragem, realização de João Pedro Frazão, 2019 - Winner Outstanding Achievement Award - Best Supporting Actress - IndieX Film Festival 2020, Los Angeles - Nomeada para Melhor Actriz Secundária (11.ª Edição dos Prémios CinEuphoria 2020) - Melhor Curta-Metragem Nacional - (Madeira Fantastic FilmFest 2020)
- Laboratório, Sofia, curta-metragem, realização de Nuno Vieira, 2018
- Protagonista, Mariana em "O Amor entre dois Anjos", curta-metragem, realização de Henrique Bento, 2018
- " Intrinsecus", Karolina, curta-metragem, realização Paulo A. Zumach, 2017
- "A Estreia", curta-metragem, realização de Reza Hajipour, 2015 - Vencedor do 48HFP Lisbon (Melhor Filme/ Melhor Acting) - Classificado para a competição em Los Angeles, no Filmapalooza, 2016
- "Kalil", curta-metragem, realização Paulo A. Zumach, 2014 - Vencedor do Festival Internacional de Cine de HUESCA - Concurso IBEROAMERICANO de Cortometrajes.
- Protagonista em "(In)Sanidade", curta-metragem, realização de Isabel Pina, 2012 - Nomeada para Melhor Actriz 2012 (3.ª Edição Prémios Shortcutz Lisboa, 2012) - Nomeada Melhor Actriz em curta-metragem - CinEuphoria Prémios, 2014
- "Amor SOS", Filipa, Telefilme, realização de Lourenço Mello, TVI 2011
- Figuração especial, em Inferno, realização de Joaquim Leitão, 1999

## Teatro
- De volta, Sr. Engenheiro - Papel Ofélia - com encenação de Miguel Yeco, Palácio de Valenças (Sintra), 2005
- 11K - Adaptação feita a partir da obra Class Enemies - de Nigel Williams, Papel Beta, com encenação de Pedro Barão, Clube Estefânia (Lisboa), 2004
- Grupo sem Nome - Várias peças realizadas no âmbito do Projecto "Mostras de Teatro nas Escolas de Sintra" no Teatro Carlos Manuel (Sintra), encenação de Carlos Cabral, 1990/92

## Música
- Vocalista do Projecto - BLISS (NZ Produções) - 2000/01